# Kali Yug Express
Kali Yug Express es un EP de Sonic Youth lanzado en 2002. Una primera edición limitada de 500 copias se lanzó en formato 10" adjunto a versiones francesas del álbum Murray Street. Por su parte, el lanzamiento del mismo álbum en Estados Unidos incluía un enlace a una subpágina del sitio web de la banda (www.sonicyouth.com), que permitía descargar en formato MP3 las canciones de este EP.
Kali Yug Express + More es un álbum recopilatorio en formato de CD lanzado el mismo año en Estados Unidos, que incluyó los temas del EP Kali Yug Express, más otras canciones de la banda de la década de 1980, previas a las lanzadas bajo el sello Geffen Records.

## Lista de canciones
| Kali Yug Express |                                       |          |  |
| N.º              | Título                                | Duración |  |
| 1.               | «Derniere Minute Electrifee» (Lado A) | 7:17     |  |
| 2.               | «Le Paysage Zim Zum» (Lado B)         | 2:00     |  |
| 3.               | «Coca Neon Kamera Sutra» (Lado B)     | 5:20     |  |
| 14:37            |                                       |          |  |

Las canciones del EP pertenecen a proyectos de bandas sonoras: «Derniere Minute Electrifee» a la película Things Behind The Sun, y las otras dos a Demonlover.
| Kali Yug Express + More |                              |          |  |
| N.º                     | Título                       | Duración |  |
| 1.                      | «Derniere Minute Electrifee» |          |  |
| 2.                      | «Le Paysage Zim Zum»         |          |  |
| 3.                      | «Coca Neon Kamera Sutra»     |          |  |
| 4.                      | «Plastic Sun»                |          |  |
| 5.                      | «Teen Age Riot»              |          |  |
| 6.                      | «Eric's Trip»                |          |  |
| 7.                      | «Candle»                     |          |  |
| 8.                      | «Into the Groove(y)»         |          |  |
| 9.                      | «Beauty Lies in the Eye»     |          |  |
| 10.                     | «Shadow of a Doubt»          |          |  |
| 11.                     | «Expressway to Yr Skull»     |          |  |
| 12.                     | «Death Valley '69»           |          |  |
| 13.                     | «Halloween»                  |          |  |
| 14.                     | «Inhuman»                    |          |  |
| 15.                     | «Making the Nature Scene»    |          |  |